# Bataille de Gumbinnen
Première Guerre mondiale
Batailles
Front d'Europe de l’Est
- Stallupönen (08-1914)
- Gumbinnen (08-1914)
- Tannenberg (08-1914)
- Île d'Odensholm (08-1914)
- Lemberg (08-1914)
- Krasnik (08-1914)
- Komarów (08-1914)
- Lacs de Mazurie (I) (09-1914)
- Przemyśl (09-1914)
- Vistule (09-1914)
- Łódź (11-1914)
- Limanowa (12-1914)
- Bolimov (01-1915)
- Zwinin (02-1915)
- Lacs de Mazurie (II) (02-1915)
- Przasnysz (02-03-1915)
- Schaulen (04-07-1915)
- Gorlice-Tarnów (05-1915)
- Boug (06-08-1915)
- Narew (07-08-1915)
- Novogeorgievsk (08-1915)
- Varsovie (08-1915)
- Sventiany (09-1915)
- Lac Narotch (03-1916)
- Offensive Broussilov (06-1916)
- Offensive de Baranavitchy (07-1916)
- Turtucaia (09-1916)
- Offensive Flămânda (09-1916)
- Argeș (12-1916)
- Offensive Kerenski (07-1917)
- Bataille de Riga (09-1917)
- Opération Albion (09-10-1917)
- Mărășești (08-1917)
- Traité de Brest-Litovsk (03-1918)
- Traité de Brest-Litovsk (03-1918)
- Bakhmatch (03-1918)

Front d'Europe de l’Ouest
Front italien
Front des Balkans
Front du Moyen-Orient
Front africain
Bataille de l'Atlantique
La bataille de Gumbinnen, initiée par les Allemands à l’aube du 20 août 1914, est la première offensive majeure sur le front russe lors de la Première Guerre mondiale. Elle succède à une bataille livrée par la 8e armée allemande, menée par Maximilian von Prittwitz à Stalluponen le 17 août 1914. C'est l'une des toutes premières batailles de la Première Guerre mondiale.

## Prélude à la bataille
Encouragé par le succès de l’impatient commandant du Premier Corps, le général Hermann von François, à Stallupönen où il a capturé 3 000 prisonniers russes avant de sonner la retraite vers Gumbinnen, à 15 km à l’ouest de Stalluponen, Prittwitz, sous les pressions dudit François, décide de mener un assaut contre la Première Armée commandée par le général Paul von Rennenkampf, à Gumbinnen.

Conscient que la 2e armée russe, sous le commandement du général Alexandre Samsonov, avançait vers le nord à partir de la Pologne, Prittwitz décide d’engager les forces de Rennenkampf, avançant vers l’est sur un front de 55 km, à la première occasion. À la veille de la bataille la 8e armée allemande de Prittwitz von Gaffron est forte de 8 1/2 divisions d'infanterie (102 bataillons, 58 escadrons et 95 batteries). Elle va attaquer la 1re armée russe de Rennenkampf qui compte 6 1/2 divisions d'infanterie (94 bataillons, 124 escadrons, 55 batteries), soit approximativement 130 000 Allemands contre 60 000 Russes (de manière erronée les Allemands attribuent à la Première Armée russe 24 divisions). En nombre, les Allemands sont inférieurs en cavalerie, supérieurs en infanterie et très largement supérieurs en artillerie. D'autres circonstances influent défavorablement sur la Première Armée russe. Les Allemands ont achevé leur mobilisation le 10 août et attendent les Russes de pied ferme. La Première Armée doit terminer sa mobilisation le 36e jour, or elle passe à l'offensive le 15e jour sur la demande de la France. Les conséquences de la précipitation sont multiples. L'armée russe est privée de ses divisions de réserve, même ses unités d'active ne sont pas au complet. Il n'y a pas d'unités de transport (l'écartement des voies ferrées est différent entre les réseaux russes et allemands). Le 20 août, les Russes ont derrière eux six jours de marches forcées, les Allemands ont été acheminés en train.

## Assaut
Après avoir assigné un corps pour garder les arrières de la 8e armée allemande contre l’avancée de Samsonov, Prittwitz forme trois corps fortifiés d’une division supplémentaire sur une ligne au sud de Gumbinnen, environ 40 km à l’intérieur de la frontière de la Prusse-Orientale. L’offensive allemande est toutefois lancée en toute hâte par l’impatient général François vers 4 heures du matin avant que les deux autres corps n’aient fini leurs préparatifs. Le général Mackensen, au centre et le général von Below, au sud n’atteignirent leur plein état de combat que de quatre à huit heures après que François eut lancé son offensive avec le Premier corps. Pour ce qui est de la division additionnelle dépêchée par Prittwitz, elle arriva trop tard pour avoir quelque part au combat. Bien que la Première Armée de Rennenkampf défende ses positions avec acharnement (combats de Brakuponen en particulier) et inflige aux régiments prussiens de très lourdes pertes, son flanc droit s’écroule au milieu de l’après-midi après avoir épuisé ses munitions, François les poursuit alors sur 8 km. Cette percée encouragea Mackensen à lancer son attaque lorsque son corps fut prêt vers 8 heures. Below suivi à midi.

## Échec allemand
Cependant, la Première armée russe, alertée par l’attaque hâtive de François, déploya efficacement sur le front de l’artillerie lourde, qui fit un massacre parmi les troupes de Mackensen et de Below, les forçant à se replier en désordre sur près de 24 km. François, conscient que le front allemand s’écroulait au centre et au sud fut dans l’obligation d’autoriser la retraite à son tour. Dans la débâcle, les Russes capturèrent 6 000 Allemands.

## Retraite
Paniqué par l’efficacité de la contre-attaque russe et craignant que la Seconde Armée de Samsonov ne se joigne à la Première Armée de Rennenkampf afin d’encercler la 8e armée, Prittwitz ordonna une retraite générale sur la Vistule malgré l’apparent manque de volonté de Rennenkampf pour poursuivre les fuyards, abandonnant ainsi la quasi-totalité de la Prusse-Orientale aux Russes.
Sur la pénible impression de la défaite de Gumbinnen, Moltke commet alors l'erreur de soustraire précipitamment deux corps d'armées au complet du front de l'Ouest, où les masses allemandes ont commencé à déferler, et de les transférer en Prusse-Orientale. Ce qui aide puissamment à l'arrêt des troupes allemandes sur le front de France lors de la première bataille de la Marne (septembre 1914).

## Conséquences
Helmuth von Moltke, chef d’état-major général à Berlin, furieux de la décision de retraite générale de la Huitième Armée, qui ouvre toute la Prusse-Orientale à la conquête russe, rappelle Prittwitz et son second, von Waldersee à Berlin pour les démettre de leurs fonctions. Ramenant l’imperturbable Paul von Hindenburg de la retraite, Moltke lui donne le commandement de la 8e armée et assigne l’agressif Erich Ludendorff, qui s'est distingué durant la capture de Liège, comme chef d’état-major de la 8e armée. Heureusement pour Hindenburg, la retraite sur la Vistule n’était pas pleinement exécutée lorsqu’il arriva le 23 août pour prendre le commandement du front.
Hindenburg, après avoir consulté Ludendorff et le colonel Hoffman, chef des opérations en second, parvient à endiguer la retraite et choisit de rassembler ses forces et de lancer une contre-offensive à destination de la Seconde Armée russe de Samsonov qui montait par le sud. Cette contre-attaque mènera à la plus grande victoire allemande de la Grande Guerre : la bataille de Tannenberg (fin août 1914), où les Allemands sauront exploiter les faiblesses de départ des armées russes (impréparation, sous-effectif, problèmes logistiques, artillerie insuffisante) et bénéficier à plein de leur supériorité numérique.

## Sources
- (en) Cet article est partiellement ou en totalité issu de l’article de Wikipédia en anglais intitulé « Battle of Gumbinnen » (voir la liste des auteurs).

- Général Serge Andolenko, Histoire de l'Armée russe, Éditions Flammarion, 1967.